# Abbaye de l'Arc (Morges)
Pour les articles homonymes, voir Abbaye de l'Arc.
L'Abbaye de l’Arc désigne une société privée de tir à l’arc qui se trouve à Morges, dans le canton de Vaud en Suisse.

## Historique
À Morges, un prix du tir à l’arbalète est attesté dès 1518 et le tir à l’arc est spécifiquement autorisé en 1527, en même temps que celui à la couleuvrine, arme à feu elle-même remplacée à partir de 1537 par l’arquebuse. Une société de tir, mentionnée dès 1541, est appelée en 1569 l’« Abbaye des frères de Morges », et dite de « l’ordre de foy et joyeuse amitié », d’où le nom de « Frères Joyeux » que l’on trouve encore en 1604. Cette confrérie, attestée jusque vers 1634, comportait dans ses rangs des « seigneurs chevaliers », des « compagnons arquebusiers » et même des « petits frères de l’arbalète en bois ».
En 1652, les autorités bernoises qui administraient alors le pays, considérant essentiellement l’intérêt militaire de ces exercices, suppriment le concours des arcs et des arbalètes, « comme tirage envieilli, inutile, et hors de service ». L’on veut désormais favoriser une arme bien plus moderne, le mousquet.
Le tir à l’arc est toutefois remis en honneur vers 1692, en même temps qu’à Lausanne et à Vevey. En 1710, quelques notables morgiens fondent la « Noble société de l'Arc de Morges ». Cette association, rapidement tombée en désuétude, est ressuscitée en 1764, lorsque trente membres fondateurs créent une nouvelle « Société des chevaliers de l’arc ». Charles Costaud est leur premier abbé. Cette société possède dès lors son propre sceau, dispose d’un héraut en livrée, et dote ses concours de prix en argenterie, essentiellement des cuillères.
En 1792, l’Abbaye de l’Arc de Morges, avec celle de Rolle, participe dans cette dernière ville aux fameux banquets pré-révolutionnaires qui irritèrent tant les autorités bernoises que leurs réunions furent provisoirement interdites.
En 1810, peut-être pour des raisons politiques, une nouvelle société de l’arc se constitue à Morges. Mais les deux associations, fort proches, fusionnent en 1863. Elles sont à l’origine de l’Abbaye de l’Arc actuelle.
Dès le XVIIIe siècle, et sans doute bien plus tôt, les exercices de tir ont lieu sur un terrain public à l’occident de la ville de Morges, au lieu-dit Au Parc, le long de la route menant à Genève. Le plan cadastral de 1737 montre une installation très allongée, fermée d’une clôture et terminée, à chaque extrémité, d’un monticule destiné à retenir les flèches perdues, et devant lequel était placée une cible.
En 1882, la société acquiert une propriété privée en face de son traditionnel terrain d’exercice, mais en amont de la route, actuelle avenue Ignace Paderewski. En raison de l’urbanisation progressive de ce secteur, le site ne permet aujourd'hui plus que le tir à 50 m. Les tirs au soleil et au papegay (un soleil, ou, respectivement, un oiseau placé au sommet d’une perche) ont été supprimés.

## Sources
- Paul Bissegger, Les Monuments d'art et d'histoire du canton de Vaud V. La ville de Morges, Société d'histoire de l'art en Suisse, coll. « Les monuments d'art et d'histoire de la Suisse 91 », 1998.
- Didier Faure, « L’abbaye de l’Arc de Morges », dans Antoine Rochat (éd.), Abbayes, vie associative et tir à l'arc à Lausanne (XVIIIe - XIXe siècle (Bibliothèque historique vaudoise 140), Lausanne 2014, p. 239-247.